# Forth (Tasmania)
Forth – miasto w Australii, w północnej Tasmanii.